# Rivière Chisasipis
La rivière Chisasipis est un affluent de la rive nord de La Grande Rivière laquelle se déverse sur le littoral Est de la Baie James. La rivière Chisasipis est un cours d'eau de la municipalité de Eeyou Istchee Baie-James, dans la région administrative du Nord-du-Québec, au Québec, au Canada.

## Géographie
Les bassins versants voisins sont :
- côté nord : rivière Piagochioui
- côté sud : La Grande Rivière
- côté ouest : Baie James

La rivière Chisasipis coule vers l'Ouest presque en parallèle à La Grande Rivière, par sa rive Nord. Sur son cours, la rivière traverse des zones de marais. La rivière Chisasipis comporte deux embranchements : de 19.4 km de long pour la branche Nord et 21.5 km pour celle du Sud. À la confluence de ces deux branches, la rivière coule droit vers l'Ouest en zone de marais sur 9.4 km jusqu'à son embouchure.
L'embouchure de la rivière Chisasipis se déverse sur la rive Nord de La Grande Rivière, à 7.5 km en amont de l'embouchure de cette dernière, soit face à deux îles de La Grande Rivière et face à l'aéroport du village de Chisasibi.

## Toponymie
Ce toponyme d'origine cri signifie la « petite grande rivière ».
Le toponyme rivière Chisasipis a été officialisé le 5 décembre 1968 à la Commission de toponymie du Québec.